# Nepomukstatue (Rheine)

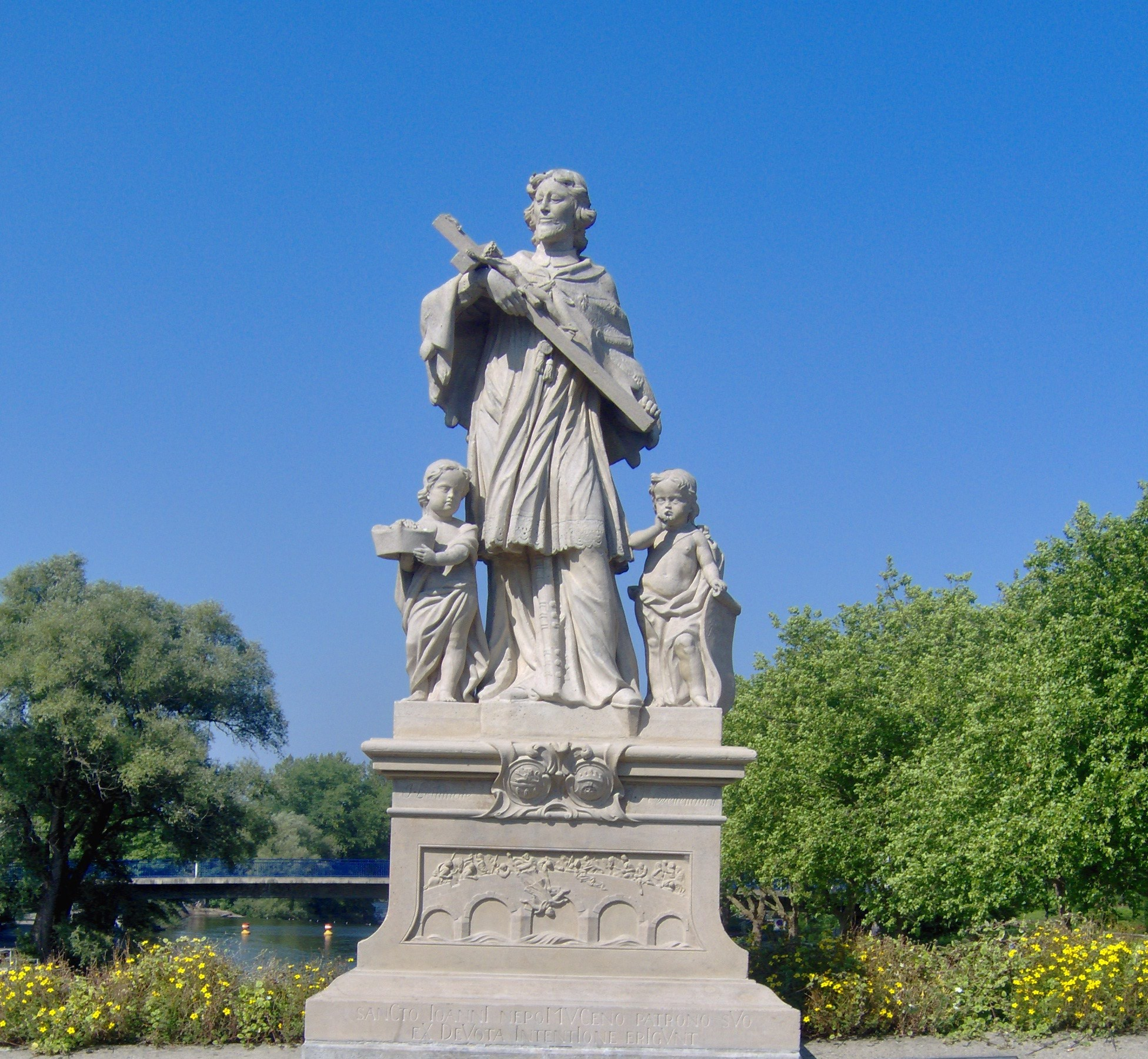
Nepomukstatue

Die Nepomukstatue in Rheine ist eine Statue, die Johannes Nepomuk nachbildet.

## Beschreibung
Die Statue wird dem Bildhauer Johann Adolf Sasse (um 1690–1755) aus Coesfeld zugeschrieben. Sie steht am Übergang des Barock zum Rokoko und gehört zu den qualitätsvollsten Darstellungen des Heiligen im ehemaligen Hochstift Münster. Die flankierenden Putten der ursprünglichen Figurengruppe und das Kruzifix in den Händen des Heiligen sind nicht mehr vorhanden.

## Geschichte
Im Jahre 1735 ließen Johann Nepomuk Lethmate und seine Ehefrau Johanna Magdalena Wettendorff die Statue auf der Emsbrücke errichten. Als Rentmeister des Amtes Rheine-Bevergern hatte Lethmate unter anderem den Brückenzoll zu verwalten.
Bei der Sprengung der Emsbrücke am 2. April 1945 zerbrach die Statue. Der Torso konnte geborgen werden, der Kopf blieb jedoch verschollen. Erst bei der Erneuerung der Brücke 1981 fand man ihn im Fluss. Die zerstörte Schulterpartie, die ursprünglich mit Gewandfalten bedeckt war, wurde ergänzt und der Kopf wieder aufgesetzt. Die Figur wurde kopiert und das rekonstruierte Standbild wieder an der Nepomukbrücke angebracht. Das Original aus dem Jahr 1735 befindet sich im Falkenhof-Museum.